# Михаил Шолохов
 Михаи́л Алекса́ндрович Шо́лохов е съветски писател, нобелов лауреат.
Носител е на множество награди: Нобелова награда за литература (1965), 2 пъти „Герой на социалистическия труд на СССР“ (1967, 1980), орден „Ленин“, Сталинска премия (1941), Ленинска премия (1960), почетен доктор и др. Член е на Академията на науките на СССР (1939) и на Сръбската академия на науките и изкуствата.

## Биография
Роден е в хутор Кружилинский от станица Вьошенская (тогава в Донецки окръг, Област на Донската войска, Руска империя; днес в Ростовска област, Русия) на 24 май 1905 г.
Учи първоначално в църковното училище, след това в гимназия, но революциите (Февруарска и Октомврийска) през 1917 г. му попречват да продължи образованието си.
В края на 1922 г. заминава за Москва с намерение да учи, но поради липса на средства е принуден да упражнява тежък труд. Общува с писатели от кръга около издателство „Млада гвардия“, което оказва влияние върху неговите интереси. Скоро публикува първата си творба – фейлетона „Изпитание“ (1923), и първия си разказ (1924).
Запознава се (1925) с големия писател и критик Александър Серафимович, който го поощрява в литературните му опити. Шолохов го цени през целия си живот, приемайки Серафимович за свой пръв учител. Междувременно Шолохов публикува във вестници и списания други разкази, които издава в 2 сборника през 1926 г.
В края на 1926 г. започва да пише романа „Тихият Дон“, първият му том излиза през 1928 г., а вторият – през 1929 г. Възторжени отзиви за романа правят както Серафимович, така и Максим Горки. Работата над третия том прекъсва, тъй като Шолохов започва да пише новия си роман „Разораната целина“ – излизането на първия му том става литературното събитие на 1932 г.
През 1930-те години Шолохов продължава работа над „Разораната целина“ и издава трети и четвърти том на „Тихият Дон“. Освен това публикува статии за литературата и културата.
По време на Втората световна война Шолохов е военен кореспондент на вестниците „Правда“ и „Красная звезда“. Има звание полковник от 1943 г. Публикува разкази и очерци, посветени на Великата отечествена война. Още по време на войната започва да публикува и глави от новия си роман „Те се сражаваха за Родината“, чийто преработен вариант е издаден през 1969 г.
В първите години след войната Шолохов се отдава на обществена дейност. През 1950-те години продължава да работи над продължението на романа си „Те се сражаваха за Родината“, публикува известния си разказ „Съдбата на човека“, излиза вторият том на „Разораната целина“ през 1960 г.
Голямо събитие за съветската литература е световното признание на „Тихият Дон“ – за романа Михаил Шолохов става лауреат на Нобелова награда през 1965 г.
През целия си живот Шолохов живее в родното си място, където умира на 21 февруари 1984 г.

### Семейство
През декември 1923 г. М. А. Шолохов се завръща в Каргинская, а след това в село Букановская, където ухажва Лидия Громославская, една от дъщерите на бившия селски атаман Петър Яковлевич Громославски. Но бившият вожд му казва: „Вземи Мария и аз ще направя от теб човек“. На 11 януари 1924 г. Михаил Александрович Шолохов се жени за голямата му дъщеря – Мария Петровна Громославская (1901 – 1992), която работи като начален учител.
Михаил и Мария Шолохови имат 4 деца – две дъщери и двама синове.
- Светлана – родена на 9 февруари 1926 г. в село Каргинская.
- Александър – роден на 18 май 1930 г. в Ростов на Дон. Александър е бил женен за Виолета Гьошева (Югова), дъщеря на българския политик Антон Югов – министър-председател на България от 1956 до 1962 г.[2] Завършва Московската земеделска академия „Климент Аркадиевич Тимирязев“, кандидат на земеделските науки. Умира на 20 септември 1990 г.[3]
- Михаил – роден на 23 май 1935 г. в Москва, починал на 21 октомври 2013 г. Синът на Михаил е политикът А. М. Шолохов.
- Мария – родена на 3 януари 1938 г. в с. Вьошенская. Завършва филологическия факултет на Московския държавен университет „Михаил Ломоносов“, работи в отдела за проза на московското издателство „Современник“.

Съпругата му Мария Петровна Шолохова е починала на 20 януари 1992 на 91-годишна възраст и е погребана до съпруга си. На гроба им има гранитен паметник (автор е Н. В. Можаев).